# JJ Kotzé
Pas d'image ? Cliquez ici

a Compétitions nationales et continentales officielles uniquement.

Dernière mise à jour le 9 mai 2025.
JJ Kotzé, né le 6 novembre 2000 au Cap (Afrique du Sud), est un joueur sud-africain de rugby à XV jouant au poste de talonneur avec la franchise des Stormers en United Rugby Championship et la Western Province en Currie Cup.

## Biographie

### Jeunesse et formation
JJ Kotzé naît au Cap, en Afrique du Sud. Il fréquente le Lycée Paul Roos Gymnasium, puis étudie la kinésithérapie à l'université de Stellenbosch. En 2019, il est recruté par les Stormers mais est ensuite obligé de mettre sa carrière en pause à cause de la pandémie de Covid-19. Il se concentre alors sur ses études.

### Carrière professionnelle
En 2021, il fait ses débuts professionnels avec la Western Province durant la Currie Cup. Il joue le premier match de sa carrière lors de la journée d'ouverture contre les Blue Bulls, profitant du départ de Bongi Mbonambi pour jouer. Il inscrit un quadruplé durant cette rencontre,. Durant la suite de l'année, il fait aussi ses débuts avec les Stormers en United Rugby Championship (URC) contre Édimbourg Rugby. À la fin de cette saison, il est titularisé lors de la finale de l'URC contre les Bulls. Son équipe s'impose sur le score de 18 à 13, permettant aux Stormers de remporter la première édition de cette compétition.
La saison suivante, en 2022-2023, son équipe récidive et se qualifie une nouvelle fois en finale du championnat, mais est cette fois battue par les Irlandais du Munster sur le score de 14 à 19. Kotzé est cette fois remplaçant,.